# Blyxa javanica
Blyxa javanica är en dybladsväxtart som beskrevs av Justus Carl Hasskarl. Blyxa javanica ingår i släktet Blyxa och familjen dybladsväxter.
Artens utbredningsområde är Java. Inga underarter finns listade.